# Kleinmaischeid
Kleinmaischeid è un comune di 1.356 abitanti della Renania-Palatinato, in Germania.
Appartiene al circondario (Landkreis) di Neuwied (targa NR) ed è parte della comunità amministrativa (Verbandsgemeinde) di Dierdorf.